# Sphecosoma curta
Sphecosoma curta là một loài bướm đêm thuộc phân họ Arctiinae, họ Erebidae.